# Ko Korsten
Jacobus Gerardus „Ko“ Korsten (* 2. Mai 1895 in Amsterdam; † 3. Oktober 1981 in Heemstede) war ein niederländischer Schwimmer.

## Karriere
Korsten nahm 1920 an den Olympischen Spielen in Antwerpen teil. Hier erreichte er im Wettbewerb über 100 m Freistil das Halbfinale.